# Aérodrome de Châtillon-sur-Seine
L’aérodrome de Châtillon-sur-Seine (code OACI : LFQH) est un aérodrome civil, ouvert à la circulation aérienne publique (CAP), situé à 1,5 km au sud-sud-est de Châtillon-sur-Seine dans la Côte-d'Or (région Bourgogne-Franche-Comté, France).
Il est utilisé pour la pratique d’activités de loisirs et de tourisme (aviation légère et aéromodélisme).

## Histoire

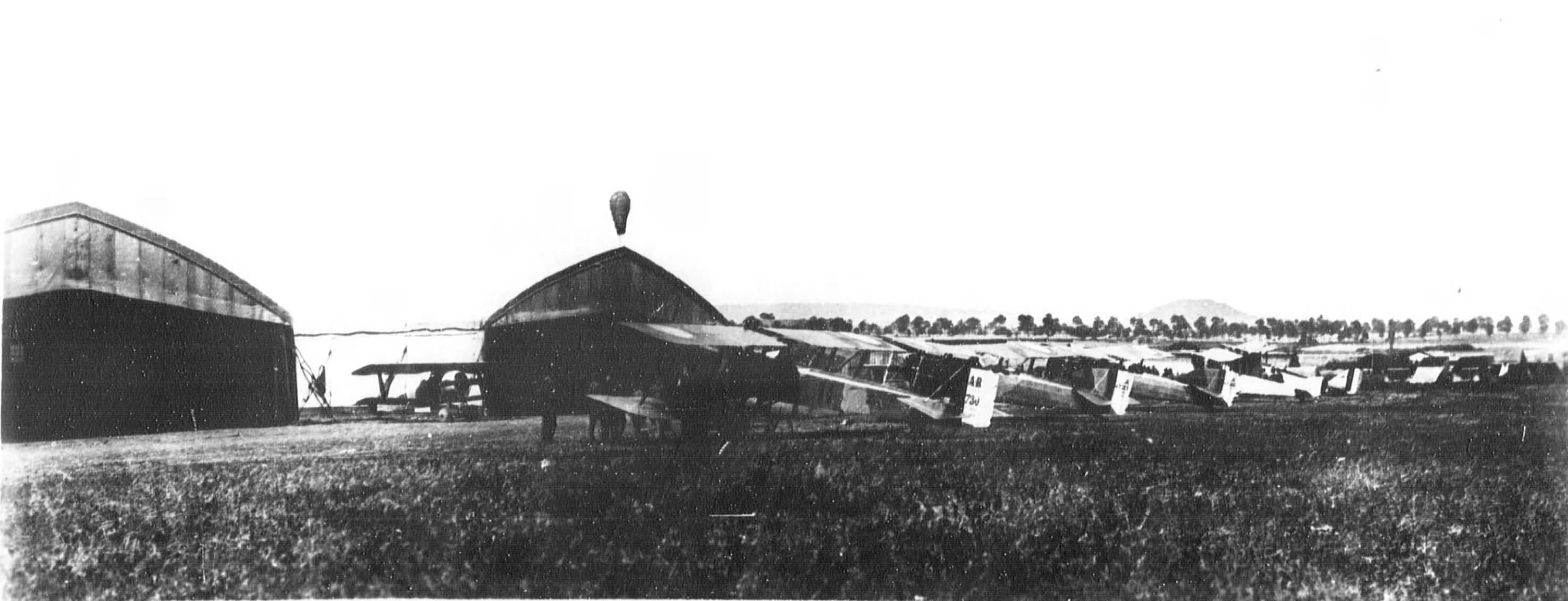
Avions Dorand AR et hangars en 1918.

En 1913, une station d’aéroplane est créée à Châtillon-sur-Seine au lieu-dit Bec à Vent grâce à l’appui de Louis Cailletet, originaire de Châtillon et président de l’Aéro-Club de France.
En 1918, pendant la Première Guerre mondiale, l’American Flying Corps crée le terrain actuel. Il est la base d’escadrilles d’observation, terrain école et réserve à l’arrière du front de l’Est.
L’aérodrome est géré par la communauté de communes du Pays Châtillonnais.

## Installations
L’aérodrome dispose d’une piste en herbe orientée sud-nord (02/20), longue de 955 m et large de 100.
L’aérodrome n’est pas contrôlé. Les communications s’effectuent en auto-information sur la fréquence de 123,500 MHz.
S’y ajoutent :
- une aire de stationnement ;
- un hangar ;
- une station d’avitaillement en carburant (100LL) et en lubrifiant[3].

## Activités
- Aéroclub du Châtillonnais
- Modelclub châtillonnais